# Villetritouls
Villetritouls é uma comuna francesa na região administrativa de Occitânia, no departamento de Aude. Estende-se por uma área de 4,88 km². Em 2010 a comuna tinha 39 habitantes (densidade: 8 hab./km²).